# Palazzo Balzani
Palazzo Balzani è un edificio storico di Firenze, situato tra il Lungarno Vespucci e Borgo Ognissanti 3r-5r-7r.

## Storia e descrizione
Le dimensioni dell'edificio sono contenute e forse si dovrebbe parlare di casa più che di palazzo, non fosse per la nobilitante presenza (sul fronte che guarda il borgo) di uno scudo con l'arme della famiglia Balzani (al castello turrito di due pezzi, le due torri sormontate da due gigli). Questa ne era proprietaria nella prima metà dell'Ottocento, quando la casa è segnalata nella Pianta Geometrica della città di Firenze di Federico Fantozzi con l'indicazione che "fu riedificata nell'anno 1834 su disegno di Paolo Veraci".
La successiva creazione del lungarno Nuovo (ora intitolato ad Amerigo Vespucci) comportò la necessità di tagliare e ridisegnare quello che era il fronte secondario dell'edificio a guardare il fiume, operando una riduzione che è da datarsi attorno agli anni 1855-1857, realizzata su progetto degli architetti Felice Francolini e Giuseppe Del Noce e ben documentata da una serie di disegni conservati presso l'Archivio Storico del Comune di Firenze.
Per quanto riguarda i fratelli Giuseppe e Giovanni Balzani è da annotare come questi fossero proprietari, negli anni venti dell'Ottocento, anche di uno stabile adibito a locanda ubicato pure nel Borgo Ognissanti al numero civico 8, noto come Aquila Nera: il fatto che nel libro dei soci del gabinetto Scientifico Letterario G.P. Vieusseux si trovi come recapito di vari iscritti l'indicazione "nova Casa Balzani", lascia supporre che anche questo stabile posto dall'altro lato della via fosse stato adibito dagli stessi a pensione. Ne consegue che qui avrebbero alloggiato (sempre da quanto risulta dai dati resi noti dal sito del Gabinetto Vieusseux), tra i molti, lo scozzese James Hamilton Browne (intimo di Lord Byron), il medico chirurgo scozzese Archibald Inglis, il letterato inglese Henry Crabb Robinson e il geografo berlinese Benjamin Georg Mendelsshon.